# Naraka

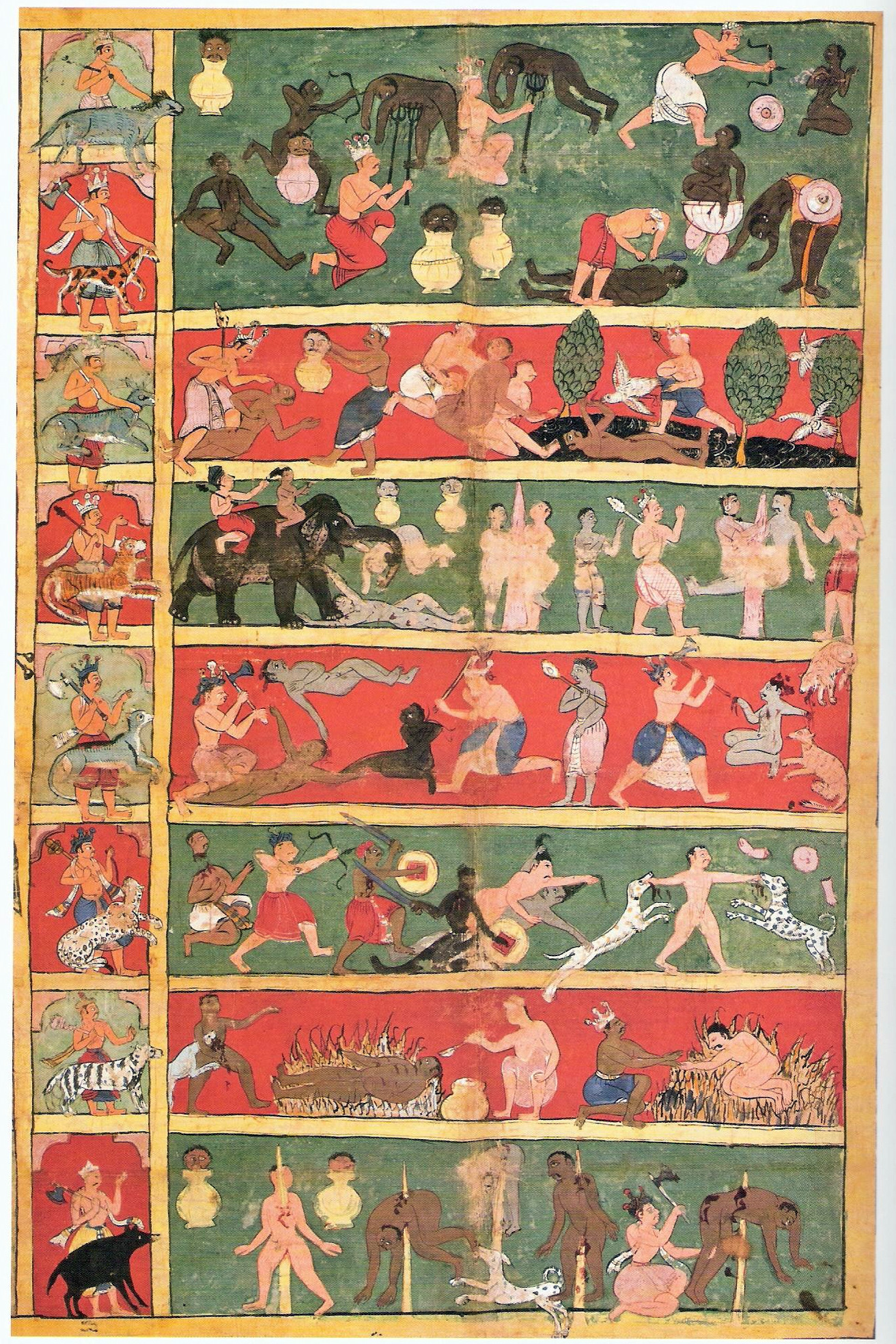
Les sept niveaux d'enfer du jaïnisme.

Naraka (sanskrit, devanagari : नरक ; pali : Niraya ; chinois : Diyu ; tibétain : My-al-ba) désigne les enfers dans l'hindouisme, le jaïnisme et le bouddhisme. Les êtres qui le peuplent sont les narakis. Il y a plusieurs niveaux ou étages infernaux. Plus on descend de niveau plus l'enfer est grand.
Narakasura est aussi le nom d'un asura tyran, qui fut tué par Krishna.

## Traductions
Le Naraka (du sanskrit : नरक ; en pendjabi : निरय Niraya ; ch. trad. : 那落迦 ; py : Nàlùojiā ; jap. : 奈落 ; viet. : Na-lạc-ca), est l'enfer, dans le bouddhisme.
Il a été traduit en Chine (et utilisé tel quel en Corée, Japon et Vietnam), par diyu, ch. trad. : 地獄 ; ch. simp. : 地狱 ; py : dìyù ; jap. : 地獄 qui y est à la fois utilisé dans le bouddhisme, le taoïsme et les religions populaires.

## Hindouisme
Les noms des différents niveaux infernaux varie selon les textes. On en dénombre 21. À l'opposé, le svarga désigne les cieux, le paradis.

## Jaïnisme
Les enfers de la cosmographie jaïne, aussi appelés adho-loka, sont hantés par les êtres infernaux, mais abritent également des êtres célestes, à cause de leur karma, êtres qui sont opposés au bien naturel de la vie.

## Bouddhisme
Le bouddhisme des écoles du Nord dénombre 34 enfers, qui représenteraient les désagréments de la vie : 8 « enfers chauds », 8 « enfers froids », 8 « enfers sombres » et 10 « Lokantarika ».
Le Wang Saen Suk, en Thaïlande, dispose d'un jardin de sculptures représentant le Naraka.